# Limnanthaceae
Las limnantáceas (Limnanthaceae) son una familia de plantas con flores del orden de las brasicales. La familia incluye dos géneros y unas 8 especies endémicas de las regiones templadas de América del Norte. Se trata de plantas herbáceas con hojas que se disponen en espiral a lo largo del tallo y con fruto esquizocarpo.
Una de las plantas mejor conocidas en la familia es Limnanthes douglasii.